# مياه كبريتية

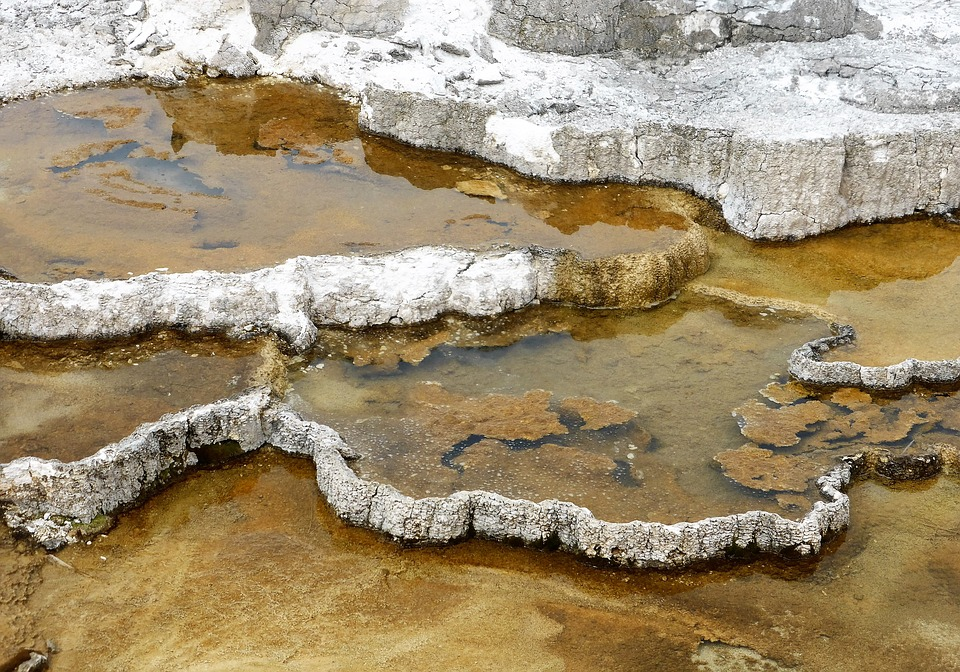

المياه الكبريتية هي مياه حاوية على كمية عالية من غاز كبريتيد الهيدروجين، والذي ينبعث في الهواء عند فتح الصنبور وتخرج منة رائحة مميزة مثل رائحة البيض الفاسد.

## المعالجة
لمعالجة المياه الكبريتية يتم رفع درجة سخانة الماء إلى دجة حرارة أكثر من 140 درجةفهرنهايت وتركها تعمل لعدة ساعات ، ثم نظفها وسخن المياة النظيفة. هذة الحرارة من المفترض ان تقتل البكتيريا. وينبغي الحصول مرشح للمياة الشرب لإزالة الشوائب المعدنية و المواد الكيميائية . أيضاً، ابلاغ مصلحة المياة في المنطقة.